# Meloidae

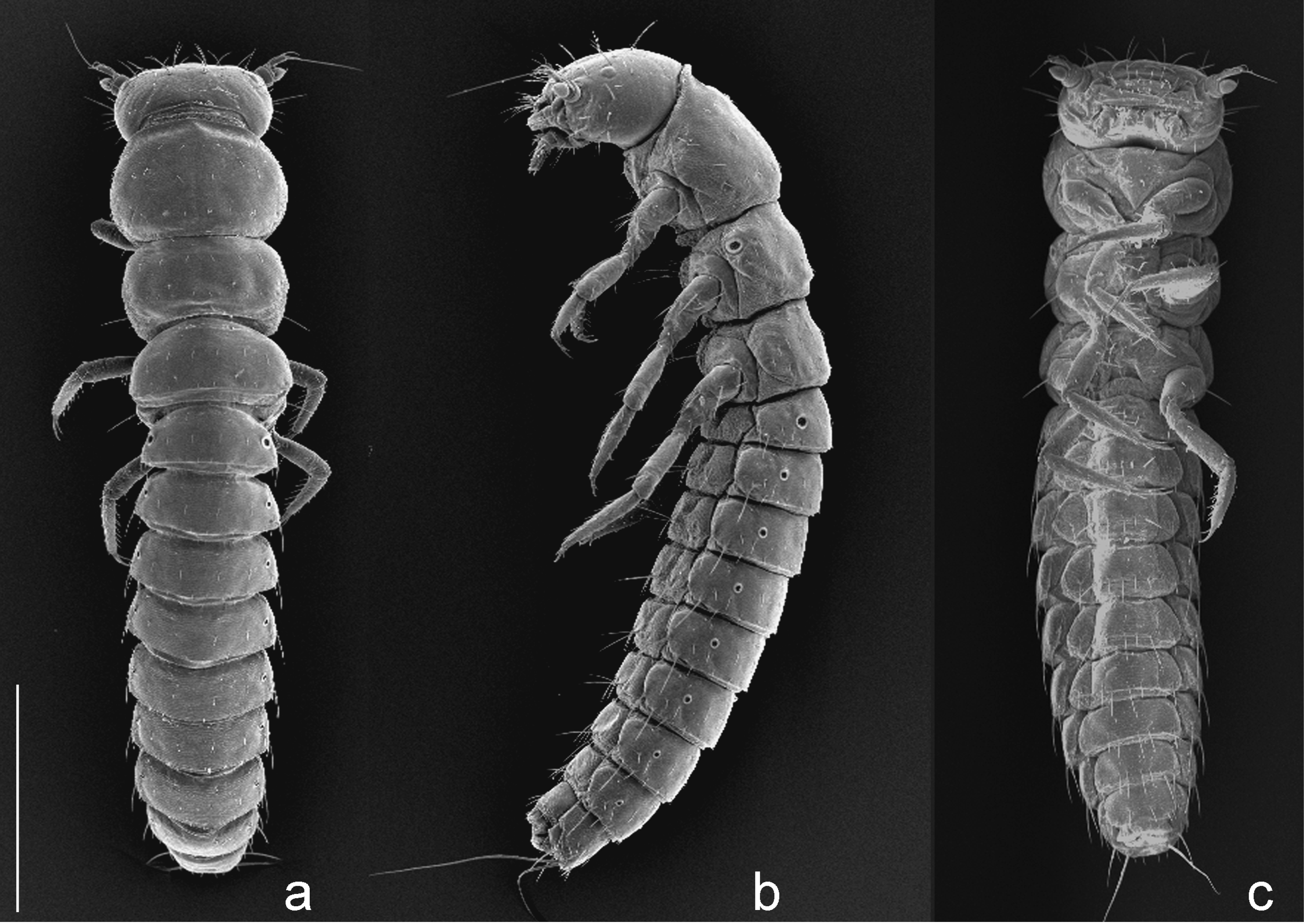
Trichomeloe chrysocomus, larvas

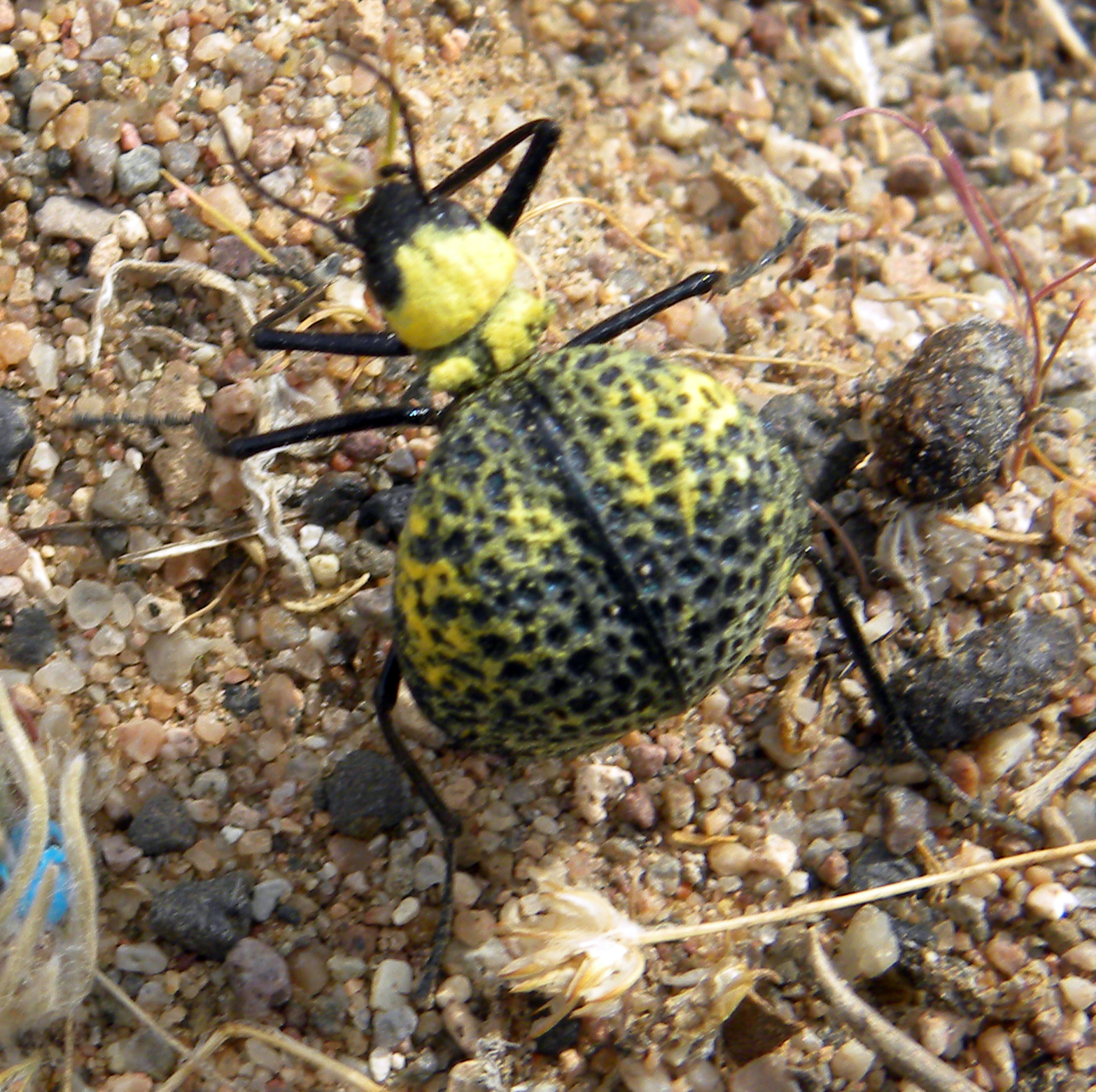
Cysteodemus armatus

Los meloidos (Meloidae), conocidos como cantáridas, carralejas y aceiteras, son una familia de coleópteros polífagos de la superfamilia Tenebrionoidea. Se conocen aproximadamente 2500 especies en todo el mundo. Son conocidos por producir cantaridina, un veneno que causa erupciones en la piel y exudación en la zona afectada; por vía oral es una toxina poderosa. A veces los insectos muertos contaminan a la alfalfa almacenada e intoxican al ganado.
Los meloidos sufren hipermetamorfosis, es decir, pasan por estadios larvales más complejos que los de otros insectos con metamorfosis completa u holometabolismo. Su primer estadio larval es llamado planidio y es más activo que los estadios subsiguientes, generalmente con ojos y patas que pierde en estadios posteriores.
Las larvas atacan principalmente a las abejas, pero también parasitan huevos de saltamontes. Si bien algunas veces son considerados parásitos, no lo son realmente puesto que aun cuando se alimentan de su huésped y de las provisiones de este, son capaces de sobrevivir con solo las provisiones del mismo. Es más apropiado llamarlos cleptoparásitos.
Los adultos se alimentan de flores y hojas, entre otras familias: Amaranthaceae, Asteraceae, Fabaceae y Solanaceae.

## En el mundo
En Costa Rica se encuentra representada por Meloinae (Lytta, Meloe, Pyrota) y Nemognathinae (Cissites, Meloetyphlus, Nemognatha, Pseudozonitis, Rhyphonemognatha, Tetraonyx, Zonitis).[cita requerida]
En Chile, habitan desde la cordillera de los Andes y la costa hasta el litoral marino. La familia se encuentra representada por Zonitis, Cissites, Spatica, Tetraonyx (2 especies), Pinoceus (5 especies), Espicauta (3 especies), destacando Pseudomeloe, la cual se caracteriza por tener élitros muy reducidos y un abdomen prominente, representada por 8 especies.[cita requerida]
En la península ibérica se encuentran 69 especies de 19 géneros. En Europa hay un total de 180 especies.

## Taxonomía
- Subfamilia Eleticinae

- - Tribu Derideini
    - Anthicoxenus
    - Deridea
    - Iselma
    - Iselmeletica

  - Tribu Eleticini
    - Eletica

  - Tribu Morphozonitini
    - Ceriselma
    - Morphozonitis
    - Steniselma

  - Tribu Spasticini
    - Eospasta
    - Protomeloe
    - Spastica
    - Xenospasta

- Subfamilia Meloinae
  - Tribu Cerocomini
    - Anisarthrocera
    - Cerocoma
    - Diaphorocera
    - Rhampholyssa
    - Rhampholyssodes

  - Tribu Epicautini
    - Denierella
    - Epicauta
    - Linsleya
    - Psalydolytta

  - Tribu Eupomphini
    - Cordylospasta
    - Cysteodemus
    - Eupompha
    - Megetra
    - Phodaga
    - Pleropasta
    - Tegrodera

  - Tribu Lyttini
    - Acrolytta
    - Afrolytta
    - Alosimus
    - Berberomeloe
      - Berberomeloe majalis

    - Cabalia
    - Dictyolytta
    - Eolydus
    - Epispasta
    - Lagorina
    - Lydomorphus
    - Lydulus
    -  Lydus
    - Lytta
      - Lytta vesicatoria

    - Lyttolydulus
    - Lyttonyx
    - Megalytta
    - Muzimes
    - Oenas
    - Parameloe
    - Paroenas
    - Physomeloe
    - Prionotolytta
    - Prolytta
    - Pseudosybaris
    - Sybaris
    - Teratolytta
    - Tetraolytta
    - Trichomeloe

  - Tribu Meloini
    - Cyaneolytta
    - Lyttomeloe
    - Meloe
    - Spastomeloe
    - Spastonyx

  - Tribu Mylabrini
    - Actenodia
    - Ceroctis
    - Croscherichia
    - Hycleus
    - Lydoceras
    - Mimesthes
    - Mylabris
    - Paractenodia
    - Pseudabris
    - Semenovilia
    - Xanthabris

  - Tribu Pyrotini
    - Bokermannia
    - Brasiliota
    - Denierota
    - Glaphyrolytta
    - Lyttamorpha
    - Picnoseus
    - Pseudopyrota
    - Pyrota
    - Wagneronota

  - Sin clasificar
    - Australytta
    - Calydus
    - Gynapteryx

  - Sin clasificar
    - Oreomeloe

  - Sin clasificar
    - Pseudomeloe

- Subfamilia Nemognathinae
  - Tribu Horiini
    - Cissites
    - Horia
    - Synhoria

  - Tribu Nemognathini
    - Cochliophorus
    - Euzonitis
    - Gnathium
    - Gnathonemula
    - Leptopalpus
    - Megatrachelus
    - Nemognatha
    - Palaestra
    - Palaestrida
    - Pseudozonitis
    - Rhyphonemognatha
    - Stenodera
    - Zonitis
    - Zonitodema
    - Zonitolytta
    - Zonitomorpha
    - Zonitoschema

  - Tribu Sitarini
    - Allendeselazaria
    - Apalus
    - Ctenopus
    - Glasunovia
    - Nyadatus
    - Sitaris
    - Sitarobrachys
    - Stenoria

  - Sin clasificar
    - Hornia
    - Tricrania

  - Sin clasificar
    - Onyctenus
    - Sitaromorpha

- Subfamilia Tetraonycinae
  - Tribu Tetraonycini
    - Meloetyphlus
    - Opiomeloe
    - Tetraonyx